# Метрополитен Уху
Метрополитен Уху (кит. упр. 芜湖轨道交通, пиньинь Wúhú guǐdào jiāotōng) — система линий подземного и надземного метро и монорельса в городе Уху (Китай).

## История
К работам по строительству метро приступили в декабре 2016 года. Открыт 3 ноября 2021 года.

## Строительство
Линия 1 находилась в стадии строительства с декабря 2016 года, а вторая фаза была начата в 2018 году. Запуск намечался на 2020 год, но осуществлён лишь в 2021 году. Система использует монорельсовые поезда Bombardier Innovia, созданные в рамках сотрудничества с CRRC. Планируется больше линий.

## Линии
| Линия | Конечные      | Конечные   | Запущен         | Длительность км | Станции |
| ----- | ------------- | ---------- | --------------- | --------------- | ------- |
| 1     | Баошунлу      | Баймашан   | 3 ноября 2021   | 30.46           | 25      |
| 2     | Цзюцзигуанчан | Ванчунхулу | 28 декабря 2021 | 15.787          | 11      |
| Всего | Всего         | Всего      | Всего           | 46.25           | 36      |

### Линия 1
Линия 1 (красная) состоит из 25 станций и 30,41 км пути между Баошунь-роуд на севере и Баймашаном на юге. Планировалось, что она будет завершена в 2020 году. Открыта 3 ноября 2021 года.

### Линия 2

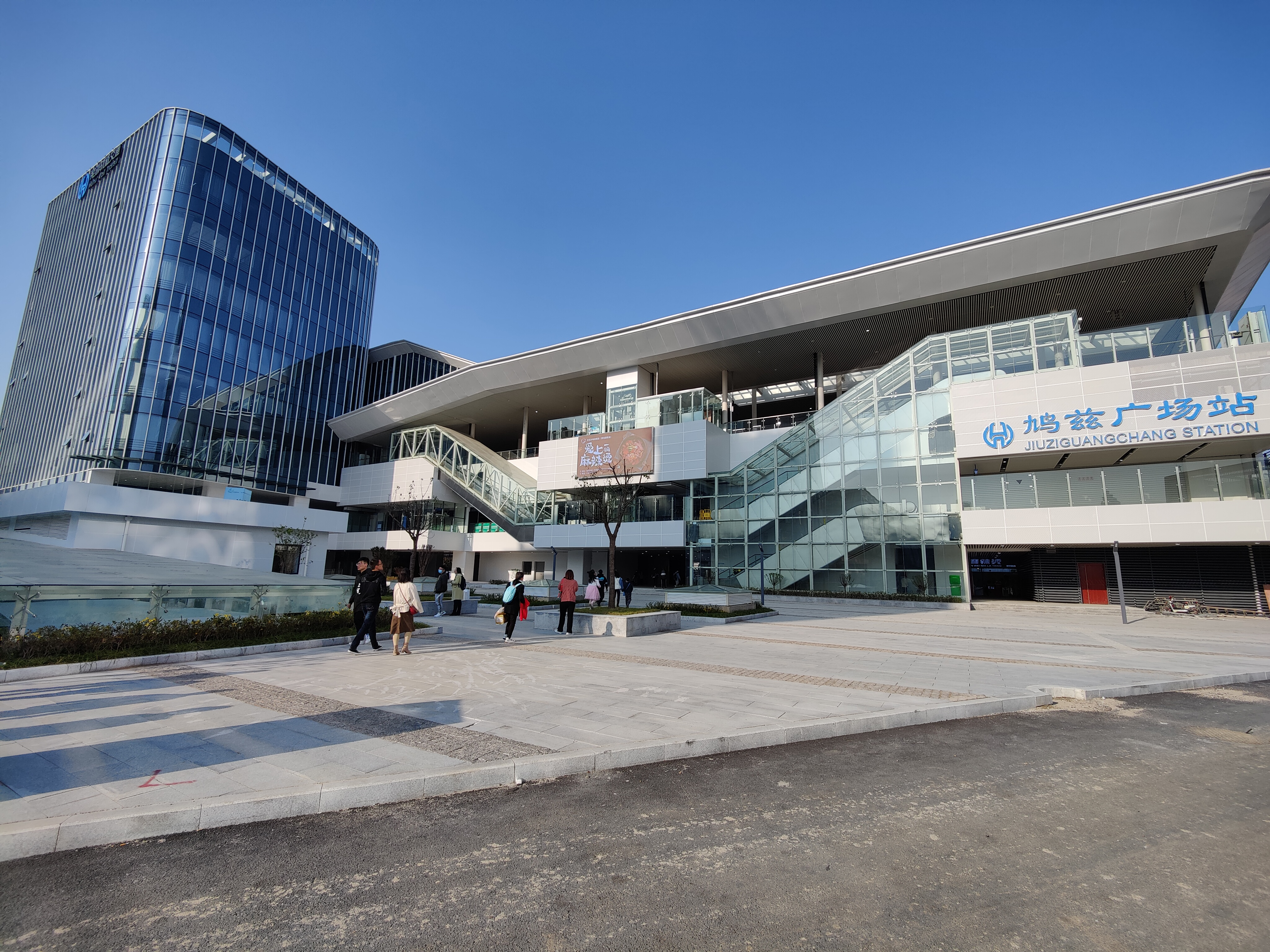
Конечная линии 2 «Цзюцзигуанчан»

Линия 2 (синяя) в настоящий момент работает первая фаза между Wanchunhu Road и Beijing Road, с пересадкой на линию 1 на станции Beijing Road. Она состоит из 11 станций и 15,787 километров пути. Также планировалось завершить её в 2020 году. Открыта 28 декабря 2021 года. Вторая часть линии находится на стадии планирования и будет построена к 2025.

### Планируемые

Планируемые линии

Планируется открыть ещё 3 линии.